# Bas-Maine

Le Maine, partagé en Bas-Maine à l'ouest, et Haut-Maine à l'est.

Le Bas-Maine est la partie occidentale de l'ancienne province du Maine. La région est communément assimilée au département de la Mayenne, tout du moins à ses trois quarts nord, la frange sud du département faisant historiquement partie de l'Anjou.
Le nom de Bas-Maine a été donné à une unité paysagère contemporaine par la Direction régionale de l'Environnement, de l'Aménagement et du Logement des Pays de la Loire, mais celle-ci ne s'étend que sur une partie du Bas-Maine historique, autour de Saulges et Meslay-du-Maine, et entre Montsûrs et Sablé-sur-Sarthe.

## Géographie
Les limites du Bas-Maine ont toujours été relativement floues, étant donné qu'il n'a jamais constitué une entité politique ou administrative propre. Dès le Moyen Âge, les frontières entre provinces et pays sont peu claires, notamment parce que les établissements religieux et les seigneurs frontaliers forment des alliances de part et d'autre de la frontière. Cela est notamment vrai sur la frontière entre le Maine et l'Anjou, mais également avec la Bretagne.
Par ailleurs, la limite entre Bas-Maine et Haut-Maine n'est pas clairement établie, et au XVIIIe siècle, le Bas-Maine était perçu dans une acception plus large, s'étendant pratiquement jusqu'aux rives de la rivière Sarthe et englobant la Champagne mancelle, aujourd'hui entièrement incluse dans le département de la Sarthe. Lors de la création des départements en 1790, les autorités se sont appuyées sur 
la préexistence des deux régions pour séparer le Maine en deux départements. Néanmoins, la rivalité tenace entre le Haut et le Bas-Maine ainsi que le flou géographique entre les deux expliquent que la limite entre les deux départements fut l'une des plus difficiles à tracer dans l'Ouest de la France.
D'une façon plus générale, le Bas-Maine correspond à la partie du Maine qui s'étend sur le Massif armoricain et présente des paysages de bocage et de vallons, tandis que le Haut-Maine se trouve dans le Bassin parisien et offre des paysages plus ouverts. Situé dans l'ensemble du Massif armoricain, où se trouve son point culminant, à 416 m, le mont des Avaloirs (Pré-en-Pail), le Bas-Maine est assez bien individualisé, malgré certaines incertitudes des limites historiques par rapport aux pays voisins. Au Nord, il est bordé par les barres gréseuses du Bocage normand et le Passais normand. À l'Est, une marche forestière:  réduite au Nord à trois massifs, (forêt d'Écouves, Multonne et Pail), au Sud, la forêt de Sillé et la forêt de Charnie, le sépare des plaines du Bassin parisien occidental. À l'Ouest, c'est une vieille marche de défense et de contrebande, avec des restes forestiers et des landes, qui le coupe de la Bretagne. La frontière Sud avec l'Anjou est toujours restée plus incertaine, et commence bien là où cessent d'intervenir les influences de la Loire.

## Histoire
L'histoire du Bas-Maine se confond pour une large part avec l'histoire du Passais qui en constitue sa partie nord. 
La dénomination Bas et Haut est tardive, vraisemblablement à partir du XVIe siècle. Le Bas étant la partie économique et agricole pauvre de cette province du Maine, le Haut  la partie riche selon René Musset. Une telle distinction entre une partie « haute » et « basse » se retrouve dans de nombreuses autres provinces françaises, telles la Bretagne, la Normandie, l'Anjou ou encore l'Auvergne et le Poitou.
Ce territoire a été occupé, vers le IIe siècle av. J.-C., par les Diablintes l'un des quatre peuples composant la grande tribu gauloise des Aulerques qui avaient pour capitale l'actuel Jublains qui dérive directement du nom de cette population. Elle est à 10 km sud est de Mayenne. 
Le Bas-Maine a échappé dès le XIe siècle au contrôle direct des comtes du Maine, qui n'ont conservé que le Haut-Maine sous leur contrôle effectif. À cette époque en effet, émergent les puissantes seigneuries de Laval et Mayenne.
Cette région pauvre et frontière avec le pays de franc-salé  qu'est la Bretagne, fut le siège de contrebande du sel. C'est sur ce terreau que se développa à proprement parler la chouannerie durant la Révolution avec ses hérosqui se reconnaissaient entre eux la nuit en imitant le cri du chat-huant ou chouette.
Le parler de cette région du Bas-Maine a fait l'objet d'études à la fin XIXe siècle par G. Dottin. Et en 1980, une étude sur les parlers et traditions du Bas-Maine a été publiée par le Cercle Jules-Ferry de Laval.